# Famille von Manteuffel
La famille von Manteuffel est une vieille famille de la noblesse de Poméranie, dont le premier représentant célèbre est Henricus Manduvel, mentionné pour la première fois le 14 novembre 1287, sachant qu'il existait déjà à cette époque quatre souches différentes.

## Personnalités
Parmi les membres notoires de la famille, notons :
- Heinrich von Manteuffel (de) (1696-1778), général prussien ;
- Matthias Joachim Ernst Manteuffel-Kiełpiński (de) (1728-1787), général ;
- Gotthard Johann Graf Manteuffel (de) (1771-1813); militaire allemand en service dans l'Armée impériale de Russie (1783), Major-général de cavalerie il fut mortellement blessé à la bataille de Leipzig;
- Otto Theodor von Manteuffel (1805-1882), ministre-président de Prusse ;
- Karl Otto von Manteuffel (1806-1879), homme d’État prussien, frère du précédent ;
- Edwin von Manteuffel (1809-1885), général prussien, cousin des précédents ;
- Arthur von Manteuffel (de) (1815-1893), membre de la chambre des seigneurs de Prusse ;
- Rudolf von Manteuffel (de) (1817-1903), général prussien ;
- Heinrich von Manteuffel (de) (1833-1900), député du Reichstag ;
- Otto von Manteuffel (1844-1913), député du Reichstag ;
- Kurt von Manteuffel (de) (1853-1922), général prussien ;
- Günther von Manteuffel (de) (1891-1962), général allemand ;
- Friedrich Wilhelm Richard Rödiger von Manteuffel (de) (1854-1922), officier prussien ;
- Eitel-Friedrich Roediger von Manteuffel (de) (1895-1984), général allemand ;
- Hasso von Manteuffel (1897-1978), général durant la Seconde Guerre mondiale, puis député du parti libéral (FDP) au Bundestag.